# Klupsko prvenstvo Hrvatske u odbojci na pijesku za žene 2012.
Klupsko prvenstvo Hrvatske u odbojci na pijesku za žene za 2012. godinu, odnosno za sezonu 2011./12.  
Igrane su: 
- 1. liga – 7 klubova; prvak "Erste Zagreb"

## Prva liga
Sudionici
- KOP Erste Zagreb – Zagreb
- KOP Jarun – Zagreb
- HAKOP Mladost – Zagreb
- KOP Split  – Split
- KOP Vrapče – Zagreb
- KOP Žal – Banjole, Medulin
- KOP Žnjan  – Split

Ljestvica
| mj | klub         | ut | pob | ner | por | set+ | set- | poen+ | poen- | bod |
| -- | ------------ | -- | --- | --- | --- | ---- | ---- | ----- | ----- | --- |
| 1. | Erste Zagreb |    |     |     |     |      |      |       |       |     |
| 2. | Vrapče       |    |     |     |     |      |      |       |       |     |
| 3. | Žal          |    |     |     |     |      |      |       |       |     |
| 4. | Jarun        |    |     |     |     |      |      |       |       |     |
| 5. | Mladost      |    |     |     |     |      |      |       |       |     |
| 6. | Split        |    |     |     |     |      |      |       |       |     |
| 7. | Žnjan        |    |     |     |     |      |      |       |       |     |

Turniri
- 1. turnir: 23.-24. lipnja 2012.
- 2. turnir: Zagreb, 24.-26. kolobvoza 2012.

## Vanjske poveznice
- hos-cvf.hr, Odbojka na pijesku
- hsop.hr, Hrvatski savez odbojke na pijesku, wayback arhiva
- odbojkanapijesku.com, wayback arhiva
- kop-cakovec.hr  Arhivirana inačica izvorne stranice od 10. studenoga 2024. (Wayback Machine)